# 红牌楼站
红牌楼站位于中华人民共和国四川省成都市武侯区红牌楼街道佳灵路二环路口南侧，是成都地铁3号线的地铁车站，于2016年7月31日启用。

## 车站概况
明代嘉靖年间，蜀王为迎接西藏前来送贡礼、做生意的藏族使者及商人，故按藏族的风俗习惯设立红色牌坊——红牌楼，今已不存。本站临近牌坊原址，因而得名。

## 车站结构
3号线车站为地下二层11米宽岛式站台车站，车站总长182.2米，标准段宽19.9米；总建筑面积为10084平方米，其中主体建筑面积7570平方米，附属建筑面积2514平方米。施工方法为明挖顺做法。
| 地面              | 0    | 出入口 |
| 地下一层          | 站厅 | 自助购票、客服中心                                                                                          |
| 地下二层          | 站台 | \| \| \| 3号线往成都医学院（高升桥） \| \| 島式 · 開左邊车门 \| \| \| \| \| \| 3号线往双流西站（太平园） \| |
|                   |      | 3号线往成都医学院（高升桥）                                                                                 |
| 島式 · 開左邊车门 |      | |
|                   |      | 3号线往双流西站（太平园）                                                                                   |

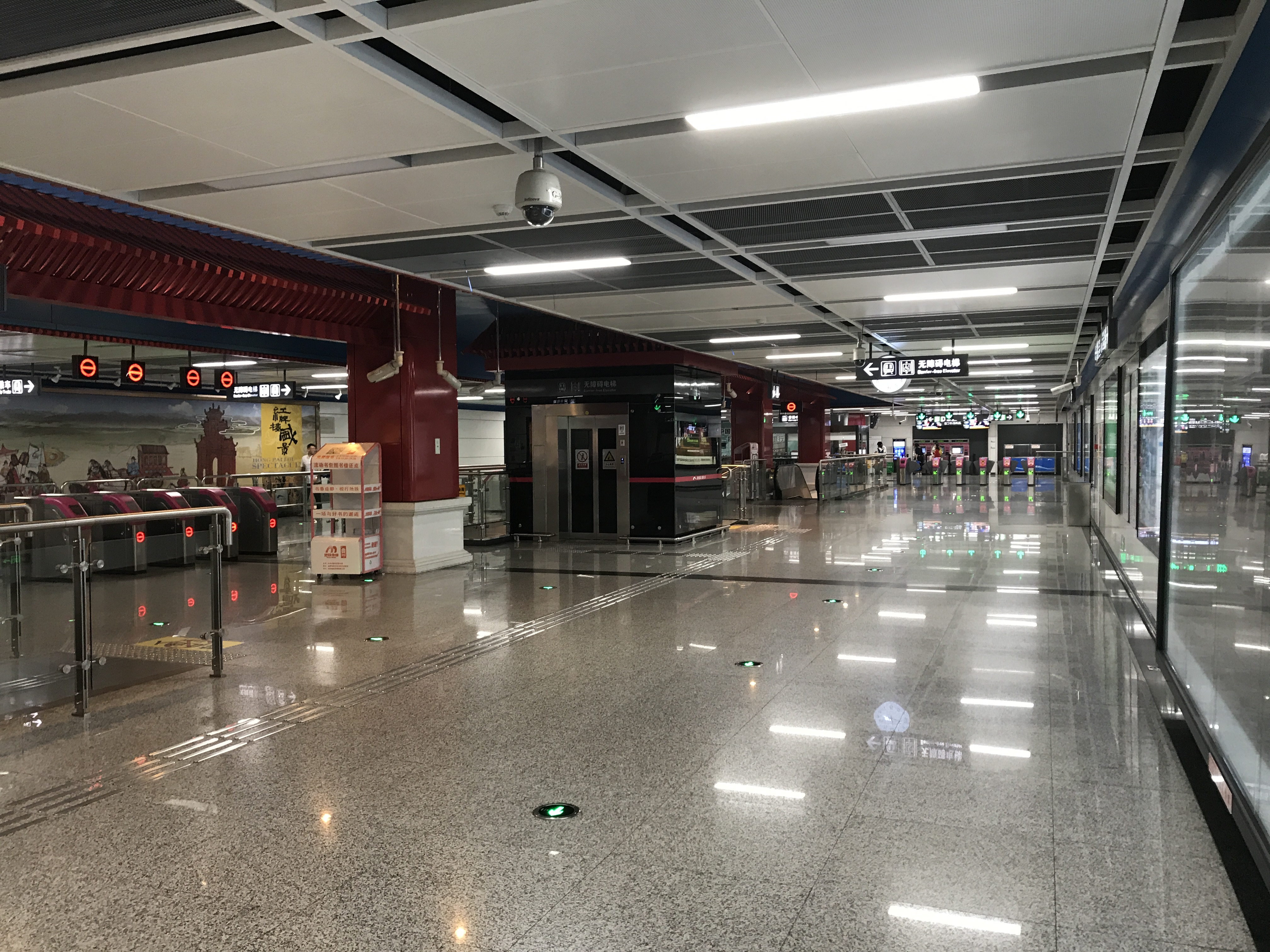
站厅层
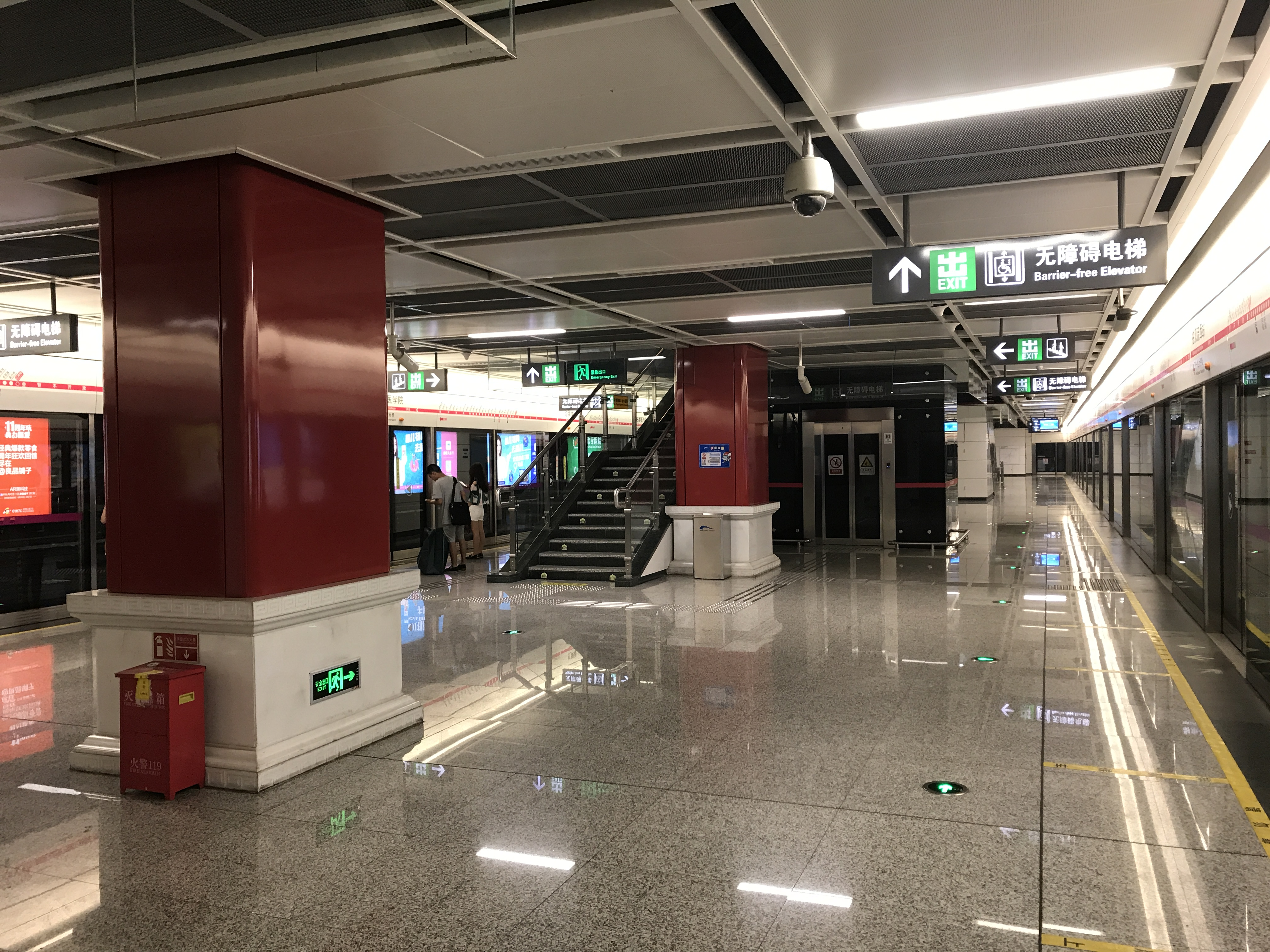
站台层
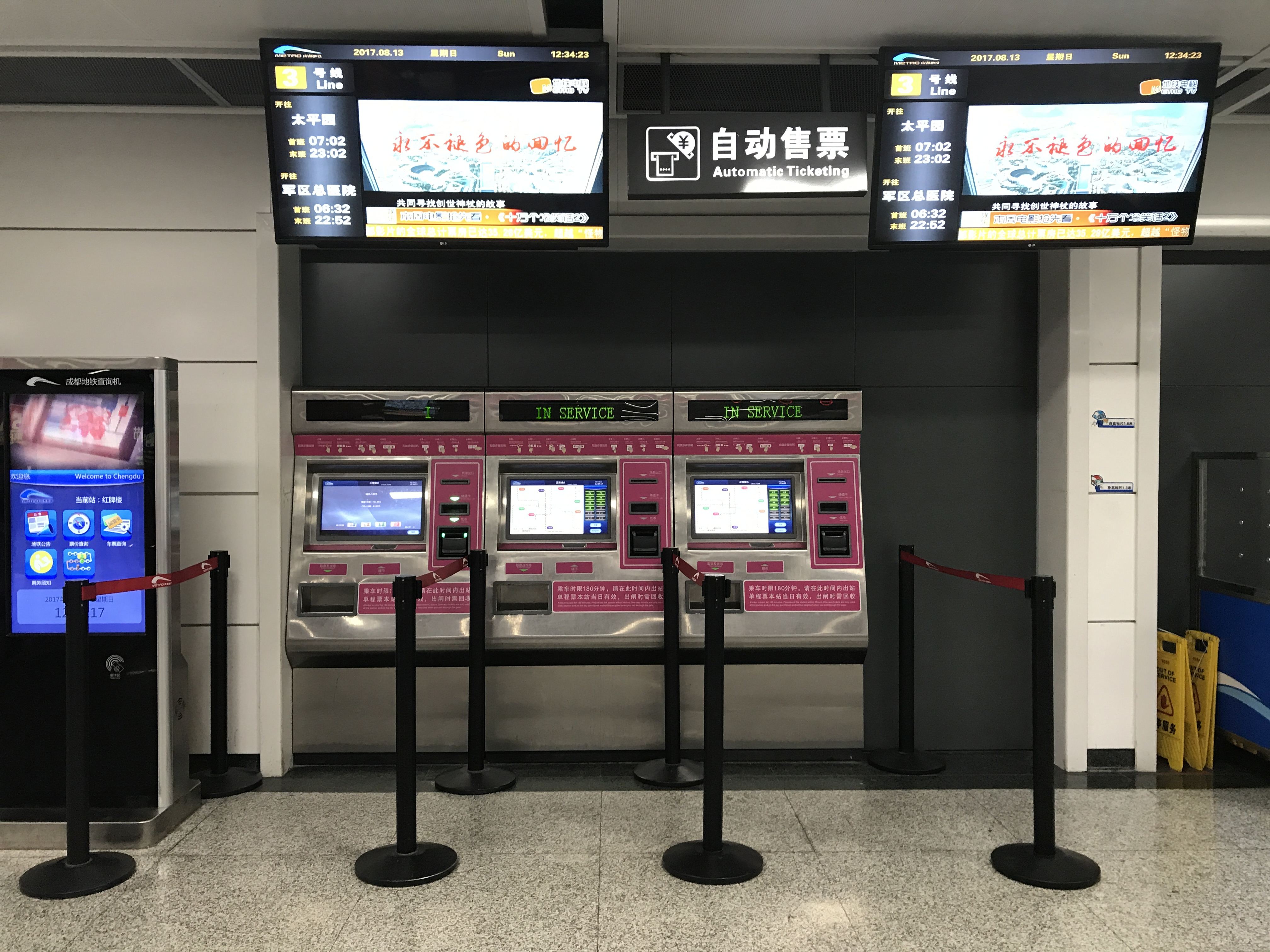
自动售票机

## 内装与公共艺术
本站文化设计主题为“民族交融促成红牌盛景”。
本站得名于明代矗立于附近的标志建筑“红牌坊”，这个得名由来的标志建筑是民族和睦、商贸繁荣、文化交流的象征。在本站设计上，以红牌楼的造型形象作为主要呈现元素，辅以适当的藏族文化元素。以天顶、柱面为主的特色装置根据站内立柱布局的情况，打造“红牌坊”的形象。

### 艺术墙
本站的艺术墙选取红牌楼形象和迎送场面创意元素，远景中可遥望高原的近接天际的巨峰、金顶和雪山，还有清澈纯净的蓝天和朵朵白云、雄伟神圣的布达拉宫、繁星点点的白塔和帐篷、辛勤劳作的农耕景象，反映了川藏地域的状态面貌；近景创作根据史料对独具一格的“红牌坊”进行了艺术还原，载歌载舞、着装多彩的藏胞和前来迎接阵仗的汉族队伍，体现出欣欣向荣的商贸往来以及民族融合交流的繁茂景象。

## 出入口
本站目前开放3个出入口，原A出口因配合10号线二期建设而拆除重建。
| 编号     | 设施                    | 指示                                     | 照片 |
| -------- | ----------------------- | ---------------------------------------- | ---- |
|          | 无障碍电梯 无障碍卫生间 | 佳灵路、二环路西一段、永盛南街、碧云路   |      |
| 出口 · C |                         | 佳灵路、永盛南街、永盛路、红牌楼路       |      |
| 出口 · D |                         | 佳灵路、长城西一路、董家湾北路街、新马路 |      |

## 公交配套
1路;10路;57路;100路;139路;213路;306路;335路;1034路;g22路

## 历史
- 2012年4月28日，3号线车站开工[7]。
- 2012年9月20日，主体结构土方开挖[3]。
- 2013年1月14日，主体结构封顶[3]。
- 2016年7月31日，3号线车站启用[2]。
- 2020年4月15日，10号线车站完成打围。[8]
- 2020年4月30日，围护结构开工。[9]
- 2021年12月8日，主体结构封顶。[10]

## 未来发展
- 预计2025年10号线开通后，本站将成为3号线和10号线换乘站。[11]10号线红牌楼站为地下三层双柱三跨13-15.5米宽楔形岛式站台车站，车站主体长度185m，标准段宽22.5m，顶板覆土2.55m，基坑深度约25.5米。施工方法为明挖+局部盖挖法，围护结构采用围护桩+内支撑形式。车站共设置4个出入口、1个安全出入口，2组风亭。[8]